# Oteșani
Oteșani est une commune roumaine située dans le județ de Vâlcea.